# Angestelltenversicherungsgesetz
Mit dem Angestelltenversicherungsgesetz (AVG) vom 28. Mai 1924 wurde das Versicherungsgesetz für Angestellte (VGfA) vom 20. Dezember 1911 neu gefasst. Damit war auch für die Angestellten eine Altersversorgung geschaffen worden.
Eine Altersversorgung für die Arbeiter gab es hingegen bereits seit Juni 1889; diese wurde 1911 durch die Einführung der Reichsversicherungsordnung (RVO) im Vierten Buch der RVO neu geregelt.
Das Versicherungsgesetz für Angestellte (VGfA) vom 20. Dezember 1911 fußte auf einer Forderung des Sozialpolitikers Diederich Hahn (1859–1918) im Deutschen Reichstag, nun nach der Bismarck’schen Alters- und Invalidenversicherung von 1889 für die Arbeiterschaft auch die ständig an Zahl zunehmende Gruppe der Angestellten – man sprach damals von „Privatangestellten“- unter entsprechenden Versorgungsschutz zu stellen.
Es wurde zum 23. Februar 1957 durch das sog. Angestelltenversicherungs-Neuregelungsgesetz neu gefasst (BGBl. 1957 I S. 88).
Die endgültige Eingliederung der Angestelltenversicherung in das Bundesrecht erfolgte zum 1. Januar 1965 (BGBl. III S. 84).
Am 1. Januar 1992 trat das Sechste Buch Sozialgesetzbuch (SGB VI) in Kraft und an die Stelle des AVG. Mit dem SGB VI wurde die Rentenversicherung der Arbeiter und Angestellten rechtlich vereinheitlicht. Unterschiede gab es fortan nur noch hinsichtlich der Zuständigkeit der Bundesversicherungsanstalt für Angestellte (Angestellte) und der Landesversicherungsanstalten (Arbeiter). Beide Einrichtungen sind zum 1. Oktober 2005 in die Deutsche Rentenversicherung übergegangen. Die Unterscheidung zwischen Arbeitern und Angestellten wurde schon am 1. Januar 2005 aufgegeben.